# Eduardo Ray Márquez
Eduardo Ray Márquez López (ur. 5 lutego 1976 r. w Managui) – nikaraguański bokser, były mistrz świata WBO w kategorii słomkowej.

## Kariera zawodowa
Jako zawodowiec zadebiutował 14 marca 1996 r. Do końca 1999 r. stoczył 13 walk, z których 11 wygrał, 1 przegrał i 1 zremisował. W tym czasie pokonał m.in. byłego pretendenta do mistrzostwa świata, Lee Sandovala, z którym doznał również 1 porażki w karierze. Po kolejnych kilkunastu pojedynkach, Márquez otrzymał szansę walki o mistrzostwo świata WBO w wadze słomkowej. Jego rywalem był mistrz, Hiszpan Jorge Mata. Nikaraguańczyk zaskoczył niepokonanego mistrza, nokautując go w 11. rundzie i zabierając mu pas.
Do pierwszej obrony przystąpił już 3 maja. Márquez utracił tytuł, przegrywając przez techniczną decyzję, po podliczeniu kart punktowych. Bokser z Nikaragui był niezdolny do walki, gdyż po przypadkowym zderzeniu głowami powstało rozcięcie nad lewym okiem, które utrudniało mu dalszą rywalizację. Wcześniej w rundzie 6., Márquez był na deskach. 3 października zmierzył się z Panamczykiem Roberto Vásquezem. Márquez przegrał przez TKO w 2. rundzie, będąc w rundzie 1. na deskach. 4 grudnia 2010 r. powrócił na ring po ponad 6-letniej przerwie, przegrywając z rodakiem Elvisem Guillenem. Była to jego ostatnia walka w karierze. 